# Macintosh Classic
Macintosh Classic är en persondator av Macintoshtyp som tillverkades av Apple åren 1990-1993.
Detta var den näst sista allt-i-ett-macen med den svartvita skärmen i storleken 9" från föregångarna, 128k, 512k, Plus, SE och SE/30, och såldes mera som en budgetvariant till de dyrare Macintosh LC och Quadra. Den sista "compact mac" var Classic II.

## Classic
Macintosh Classic lanserades i oktober 1990 och kostade över $1000.
Den ersatte Macintosh Plus och hade till skillnad från denna inbyggd hårddisk från 20 MB och uppåt, 3,5" och 1,44MB diskettstation som standard. Annars var processorn densamma och designen var utan tvekan en vidareutveckling av föregångarna.
Classic tillverkades fram till 14 september 1992.
Den hade processorn Motorola 68000, 8 MHz 32 bitar/16-bitars buss, 1 MB RAM, som gick att uppgradera till 4 MB (med speciellt kort). Den hade diskettenhet 3,5", 1,44MB, hårddisk 20-40 MB SCSI och en bildskärm med inbyggd 9" 512x342 svartvit grafik.
Macintosh Color Classic började säljas i USA den 10 februari 1993. Priset i USA var $1400 (ca 10 000 kronor). Den levererades med operativsystem Mac OS 7.6.1, hade som processor Motorola 68030, 16 MHz och hade 4 MB Minne, uppgraderingsbart till 10 MB.

## Classic II
Macintosh Classic II lanserades i oktober 1991 och fungerade som en efterträdare till både Classic och SE/30.
Denna har samma processor som SE/30, samma minne och samma hårddiskar men saknade helt expansionsslottar och den var även "strypt" till 16-bitars bussbredd (SE/30 hade 32-bitars buss). Sen gick minnet heller att inte bygga högre än 10 MB jämfört med SE/30:s 128 MB. Designmässigt ser den likadant ut som vanliga Classic.
Classic II tillverkades fram till 13 september 1993. Dess nypris var från $1900 och den hade processorn Motorola 68030, 16 MHz 32 bitar/16-bitars buss. Den hade 4 MB EDO-RAM, uppgraderingsbart till 10MB, en diskettenhet 3,5", 1,44MB och en hårddisk på 40-80 MB SCSI.